# Paramelomys levipes
Paramelomys levipes är en däggdjursart som först beskrevs av Thomas 1897.  Paramelomys levipes ingår i släktet Paramelomys och familjen råttdjur. Inga underarter finns listade i Catalogue of Life.
Arten förekommer på östra Nya Guinea. Den lever i låglandet och i bergstrakter upp till 1200 meter över havet. Habitatet utgörs av träskmarker med många träd och av skogar.